# Sydney Schertenleib
Sydney Schertenleib   (Zúric, 30 de gener de 2007) és una jugadora de futbol suïssa. Juga al  FC Barcelona B i a la selecció suïssa.

## Carrera

### Clubs
Schertenleib va jugar per primera vegada en un club als vuit anys, inicialment amb els E-Juniors del FC Wädenswil. Quan en tenia deu es va traslladar al FC Zurich. Va jugar en equips masculins fins a la categoria sub-15. El maig de 2022 va guanyar la Blue Stars/FIFA Youth Cup amb els júniors de la FCZ.
A l'estiu del 2022 es va entrenar amb la sub-16 masculina i va jugar a la sub-21 femenina. Aquella temporada també va fer les seves primeres aparicions amb el primer equip a la Superlliga femenina. Per poder jugar amb regularitat, es va traslladar al rival de la ciutat, el Grasshopper Club Zurich, per a la temporada 2023-24. L'any següent va rebre una oferta del FC Barcelona i va signà un contracte fins al 2027. Inicialment jugarà al segon equip, però ja entrenarà en part amb el primer equip. El 2 de novembre de 2024 va debutar amb el primer equip del FC Barcelona en partit de lliga. Vint dies més tard debutà a la Lliga de Campions.

### Selecció nacional
Schertenleib va jugar als diferents equips juvenils de Suïssa. Va jugar vuit partits internacionals amb la selecció sub-16 del 2 de novembre de 2021 al 19 de maig de 2022, on hi va marcar dos gols. El maig de 2023 va jugar al Campionat d'Europa sub-17 a Estònia on van arribar a les semifinals. Schertenleib fou titular en els quatre partits.
L'estiu del 2023 fou convocada per primer cop per a l'absoluta. En la primera fase de preparació per a la Copa del Món, va participar en l'entrenament. El febrer de 2024 va ser convocada de nou per a un camp d'entrenament i jugà el seu primer partit internacional el 23 de febrer en una victòria per 4-1 contra Polònia. Va ser utilitzada com a extrem dreta. El juliol de 2024 va tornar per a dues partits. A la eliminatòria de l'Eurocopa versus Turquia el 12 de juliol de 2024, va marcar el seu primer gol a la selecció nacional.

## Palmarès
- Campionat de Suïssa: 2023

## Vida Personal
Sydney Schertenleib va créixer a Richterswil. El seu pare fou futbolista universitari als Estats Units. A més de Suïssa, també té la nacionalitat estatunidenca. La seva germana Lillian-Jane també és futbolista.